# Епархия Порт-Блэра
Епархия Порт-Блэра (лат. Dioecesis Portus Blairensis) — епархия Римско-Католической церкви c центром в городе Порт-Блэр, Индия. Епархия Порт-Блэра входит в митрополию Ранчи. Кафедральным собором епархии Порт-Блэра является церковь Пресвятой Девы Марии.

## История
22 июня 1984 года Римский папа Иоанн Павел II выпустил буллу Ex quo Christus, которой учредил епархию Порт-Блэра, выделив её из архиепархии Ранчи.

## Ординарии епархии
- епископ Aleixo das Neves Dias (22.06.1984 — по настоящее время).

## Источник
- Annuario Pontificio, Libreria Editrice Vaticana, Città del Vaticano, 2003, ISBN 88-209-7422-3
- Булла Ex quo Christus  (лат.)